# Schombocatonia
× Schombocatonia, (abreviado Smbcna) en el comercio, es un híbrido intergenérico entre los géneros de orquídeas Broughtonia × Cattleya × Schomburgkia. Fue publicado en Orchid Rev. 88(1039, cppo): 8 (1980).